# Macaroni (manga)
Macaroni (マカロニ?, Makaroni) è una serie manga di Ellie Mamahara di ambientazione western ed elementi shōnen'ai.

## Trama
Robin, orfano, vive assieme a padre Mario sin da quando ricordi. Un giorno il prete lo avverte della loro imminente partenza: devono recarsi in visita ad una nobildonna che ha chiesto di loro.
Nonostante la spiegazione sospetta il ragazzo si mette in viaggio assieme al caro padre, ma vengono presto aggrediti da alcuni banditi. Soccorsi da un misterioso e abile spadaccino, i due offrono il pranzo al loro salvatore, Ted Viper, per sdebitarsi. Giunto al fortino di Gordonville, il trio si imbatte in Sydney Rush, protettore della città.
Non potendo più proseguire a causa di dolori dovuti all'età e trovato il giovane Ted un'abile guardia del corpo, padre Mario gli affida l'ingenuo Robin e Ted, nonostante le resistenze iniziali, accetta. Ai due viaggiatori si aggiunge poi spontaneamente Sydney, deciso a lasciare Gordonville per un po' per sfuggire alla furiosa guerra tra donne che scatena la sua bella presenza.
Durante il viaggio i tre scoprono che alcuni cowboy sono sulle tracce di Robin e che tutti gli attacchi subiti finora sono stati dei tentativi per rapire il giovane.
Durante il viaggio l'amicizia consolida il rapporto tra i tre giovani e il carattere dolce e gentile di Robin porta più volte le due guardie del corpo a violenti litigi e gelosie improvvise, oltre che a raddrizzare i torti e le ingiustizie cui assistono, in favore dei più deboli.
Dopo una breve visita alla casa familiare di Ted, Robin finisce in trappola, assieme ai compagni, nella magione di Basil De Odato. Questi, si rivela essere il fratellastro di Robin, in realtà figlio illegittimo di un facoltoso possidente terriero. Il padre dei giovani, amando molto anche il figlio avuto dalla relazione illecita con un'attrice, gli ha infatti lasciato in eredità una miniera d'oro e poi ha affidato il piccolo alle cure di un prete fidato, Mario.
La situazione sembra disperata e Robin è in pena per i suoi due amici ed accompagnatori. Tuttavia, grazie all'azione combinata di Sydney e Ted, lo sceriffo della contea giunge per arrestare Basil e la banda di mercenari da lui assoldata e la zia di Robin, sorella della madre defunta, prende in custodia il nipote.
Questi, di fronte all'opportunità di venire adottato dalla parente ritrovata, finisce per preferire una via raminga assieme ai due giovani che tanto ama, tra risate, litigi ed avventure.

## Personaggi
Robin
Giovane orfano cresciuto da padre Mario, considerato da sempre dal ragazzo un vero genitore. Il suo carattere gentile ed amante della giustizia, lo porta spesso a mettersi nei guai pur di aiutare chi in pericolo. Il suo carattere mite e semplice gli rende difficile versi infine come erede di una vasta fortuna e figlio adottivo della ricca zia borghese.
Sydney Rush
Campione nei tiri di precisione ed in velocità, è uno dei pistoleri più famosi del West. Protettore di Gordonville, Sydney grazie alla sua fama e al suo bell'aspetto trascorre molto del suo tempo libero tra le braccia delle sue innumerevoli ammiratrici, come un vero dongiovanni.
Protettivo di natura ed amante della giustizia, finisce per seguire Robin perché colpito dalla storia delle peripezie del giovane. Durante il viaggio, inaspettatamente, finisce per innamorarsi del ragazzo, incapace lui stesso di spiegarsi l'attrazione omosessuale di cui è preda per il giovane. Litiga spesso con Ted proprio a causa della gelosia che accompagna entrambi.
Ted Viper
Rude cacciatore di taglie, Ted ha scelto l'insolita via dello spadaccino. Segnato dal delitto dei genitori, perpetrato da un gruppo di cowboy guidati da uno spietato uomo con un tatuaggio di una lucertola sulla mano destra, Ted insegue da anni il sogno di vendicarsi assassinando l'uccisore dei genitori.
lasciate le sorelle a guardia della proprietàfamiliare, Ted, incapace di fidarsi degli altri, preferisce viaggiare e cacciare da solo, anche a costo della vita. È la compagnia di Robin a cambiare via via il giovane, motivo per cui persino il rustico Ted finisce per sviluppare dei sentimenti amorosi per il ragazzo, litigando spesso con l'amico-rivale Sydney.

### Personaggi secondari
Mario Di Soavi
Prete italiano in missione evangelica presso il selvaggio West ancora da civilizzare. Cresce Robin come un figlio.
Le sorelle Viper
- Erin, la maggiore
- Kate, la secondogenita
- Sara, la minore

Sorelle di Ted ed uniche guardiane della proprietà lasciata loro dai genitori. A causa della morte di questi ultimi le ragazze hanno contratto gravosi debiti, motivo per cui il fratello ha preso a lavorare come cacciatore di taglie e loro lavorano strenuamente alla tenuta.
Danielle
Ostessa pistolera in cui si imbattono i tre viaggiatori. Vittima delle molestie di alcuni cowboy, viene aiutata da Sydney e Ted, su decisione di Robin. Soccorsa dal solitario cacciatore di taglie, Danielle si dichiara, ma viene rifiutata da Ted che le confida di essere omosessuale.
Basil De Odato
Figlio di un ricco proprietario terriero, alla morte del padre scopre di dover cedere al fratellastro di cui ignorava l'esistenza la miniera d'oro di famiglia. Decide perciò di rapire il giovane con l'aiuto di Ferroni e costringerlo a cedergli l'ambito possedimento.
Ferroni
Mercenario al servizio di Basil, ha un singolare tatuaggio sulla mano destra che rappresenta una lucertola. Un tempo ha ucciso i coniugi Viper e da allora è oggetto del desiderio di vendetta di Ted.
Katorina Angeles
Zia di Robin ed ora facoltosa moglie di un commerciante. NA conoscenza da sempre del giovane Robin, non ha mai contattato il giovane per timore che Basil, che la sorvegliava, venisse a conoscenza del piccolo fratellastro.

## Manga

### Volumi
| Nº | Titolo italiano Giapponese 「Kanji」 - Rōmaji | Data di prima pubblicazione        | Data di prima pubblicazione       |
| Nº | Titolo italiano Giapponese 「Kanji」 - Rōmaji | Giapponese                         | Italiano                          |
| 1  | Macaroni 1 「マカロニ 1」 - Makaroni 1        | 25 ottobre 2004 ISBN 9784199602665 | 30 giugno 2006 ISBN 9788874711253 |
| 2  | Macaroni 2 「マカロニ 2」 - Makaroni          | 25 agosto 2005 ISBN 9784199602948  | 30 luglio 2006 ISBN 9788874711260 |